# Johann Friedrich Braun
Johann Friedrich Braun (* 15. September 1758 in Kassel; † 15. September 1824 in Ludwigslust) war ein deutscher Oboist, der zudem vorwiegend Stücke für Oboe komponierte. Er war ein Sohn des Violinisten Anton Braun. Johann Friedrich Braun war der Vater der Oboisten Karl Anton Philipp Braun (1788–1835) und Wilhelm Braun (1796–1867).